# Hans Mühlhofer

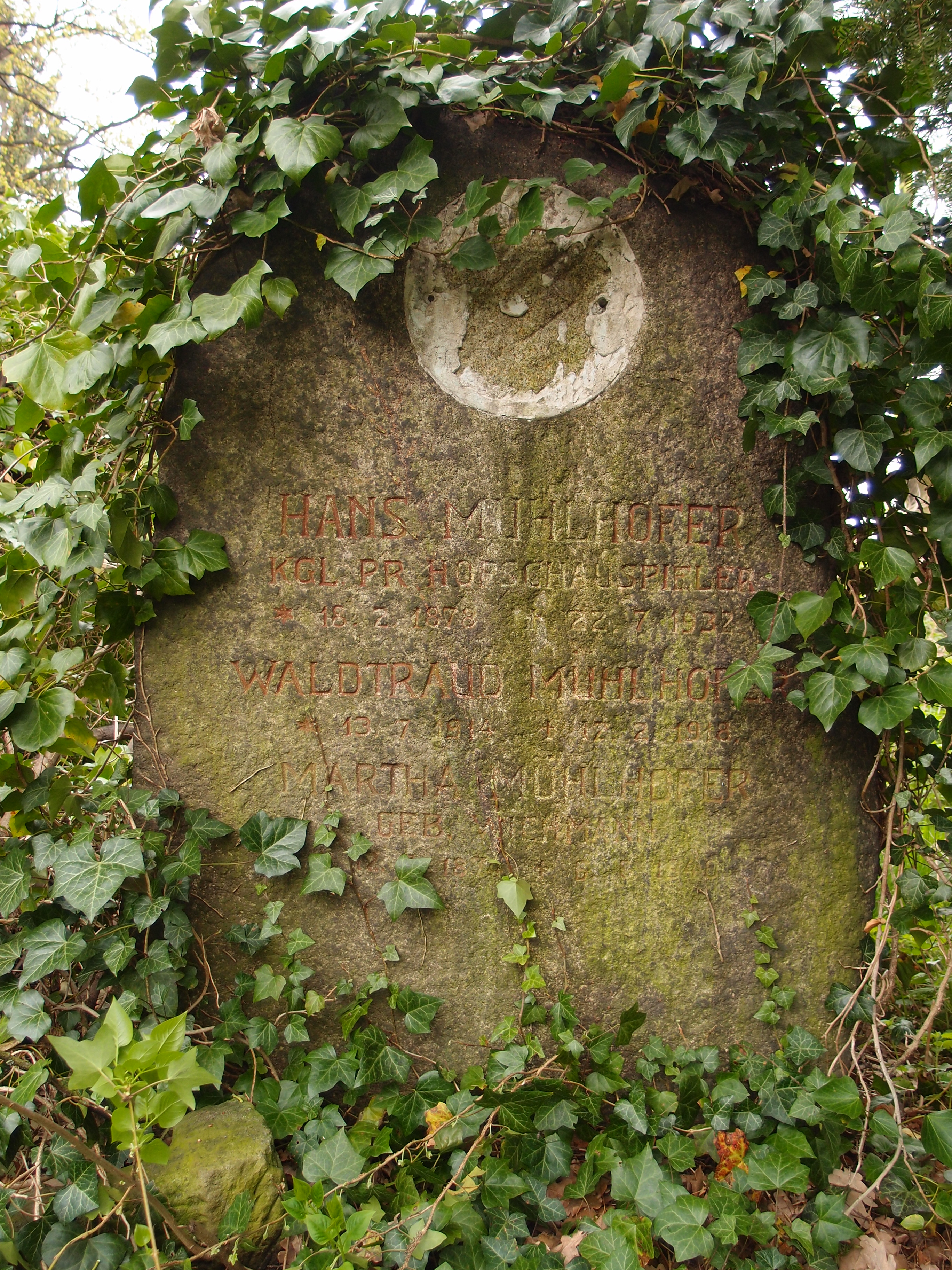
Grab des Schauspielers Hans Mühlhofer und der Theaterpädagogin Martha Mühlhofer, Alter Luisenstadt Kirchhof I, Berlin-Kreuzberg

Hans Mühlhofer (vielmehr Maximilian Ludwig Hans Müller, * 18. Februar 1878 in Berlin; † 22. Juli 1932 ebenda) war ein deutscher Schauspieler, Hörspielsprecher und Rezitator.

## Leben
Hans Mühlhofer begann seine Karriere als Theaterschauspieler. In der Spielzeit 1898/99 gehörte er zum Ensemble des Belle-Alliance-Theaters in Berlin. In der Theatersaison 1899/00 unternahm er mit August Junkermann und dessen „Fritz-Reuter-Ensemble“ eine Tournee durch Deutschland und England. In der Spielzeit 1900/1901 war er am Stadttheater Görlitz verpflichtet. Ab der Spielzeit 1901/02 war er bis zum Ende der Spielzeit 1903/04 für drei Spielzeiten in Folge am Bellevue-Theater in Stettin engagiert. Ab der Spielzeit 1904/05 gehörte er dem Ensemble des Leipziger Schauspielhauses unter Anton Hartmann an. Ab der Spielzeit 1908/09 war er bis 1912 am Stadttheater Magdeburg verpflichtet. Ab der Spielzeit 1912/13 gehörte er bis 1920 zum Ensemble des Königlichen Schauspielhauses Berlin und des Staatsschauspiels Berlin. Anschließend war er als gastierender Schauspieler und Vortragskünstler tätig.
Mühlhofer wirkte in verschiedenen Stummfilmen mit, wie Der Ruf der Liebe und Das Skelett (1916), Das Geschlecht der Schelme und Die Tochter des Rajah (1918). Nachdem er 1920 noch in Falschspieler und Der Schädel der Pharaonentochter mitgewirkt hatte, folgte eine längere filmische Pause. Ab 1930 wirkte er in den zwei Tonfilmen Das Flötenkonzert von Sans-souci (1930) und Tannenberg (1932) mit.
Darüber hinaus war er als Sprecher von Sendespielen, wie die Hörspiele damals genannt wurden, bei mehreren deutschen Sendern im Einsatz. So sprach er beispielsweise bei der Hamburger NORAG den Glockengießer Heinrich in Hauptmanns Drama Die versunkene Glocke. Zu seinen Partnern gehörten u. a. Karl Pündter, Hans Freundt, Ida Orloff und Ernst Pündter.
Als Rezitator besprach er auch Sprechplatten, zum Teil mit eigenen Texten und Märchen.
1903 heiratete er in Grunewald Martha Wichmann (* 1874 Bad Kösen; † 1940 Berlin-Lichterfelde).
Mühlhofer verstarb 1932 plötzlich an einem Herzinfarkt auf der Bülowstraße nahe seiner Wohnung in Berlin-Schöneberg und ist in Berlin auf dem Luisenstädtischen Friedhof begraben.

## Filmografie (Auswahl)
- 1916: Der Ruf der Liebe
- 1916: Das Skelett
- 1917: Das Geschlecht der Schelme, 1. Teil
- 1918: Das Geschlecht der Schelme, 2. Teil
- 1920: Der Schädel der Pharaonentochter
- 1932: Tannenberg

## Hörspiele
- 1924: William Shakespeare: Forum-Szene aus Julius Cäsar – Regie: Nicht angegeben
- 1925: Friedrich Schiller: Die Räuber – Kommentar und Regie: Alfred Braun
- 1926: Friedrich Schiller: Die Räuber – Regie: Hermann Beyer
- 1926: Gerhart Hauptmann: Elga – Regie: Fritz Walter Bischoff
- 1926: Hans Bodenstedt, Alice Fliegel-Bodenstedt: Der Herr der Erde (Großfunkspiel in sechs Sendungen) – Regie: Hans Bodenstedt; Hermann Beyer; Ferdinand Krantz
- 1926: Christian Dietrich Grabbe: Napoleon oder Die hundert Tage – Bearbeitung und Regie: Fritz Walter Bischoff
- 1926: Friedrich Hebbel: Gyges und sein Ring – Regie: Hans Bodenstedt
- 1926: Johann Wolfgang von Goethe: Götz von Berlichingen – Regie: Nicht angegeben
- 1926: Gerhart Hauptmann: Die versunkene Glocke. Ein deutsches Märchendrama – Regie: Hans Bodenstedt
- 1926: Knut Hamsun: Spiel des Lebens – Regie: Nicht angegeben
- 1927: Johann Wolfgang von Goethe: Götz von Berlichingen – Regie: Victor Heinz Fuchs
- 1928: Ferdinand Raimund: Alpenkönig und Menschenfeind – Regie: Alfred Braun